# Абдуллаханлы, Кянан Лятиф оглы
Кянан Лятиф оглы Абдуллаханлы (азерб. Kənan Lətif oğlu Abdullaxanlı; род. 2 июля 1987) — азербайджанский дзюдоист-паралимпиец, выступающий в весовой категории до 100 кг и категории слепоты J2, участник летних Паралимпийских игр 2016 в Рио-де-Жанейро и летних Паралимпийских игр 2020 в Токио, чемпион мира среди слепых и слабовидящих 2022 года в командном зачёте, бронзовый призёр чемпионата мира среди слепых и слабовидящих 2018 года в командном зачёте, победитель Гран-при Уорика 2021 года.

## Биография
Кянан Лятиф оглы Абдуллаханлы родился 2 июля 1987 года. В 2002 году окончил Республиканский олимпийский спортивный лицей.
В октябре 2015 года завоевал бронзовую медаль на чемпионате Европы в городе Одивелаш.
В сентябре 2016 года Абдуллаханлы представлял Азербайджан на летних Паралимпийских играх 2016 года в Рио-де-Жанейро в весовой категории до 100 кг. в первом поединке он иппоном одолел Александра Поминова с Украины, однако в четвертьфинале уступил иппоном Гван Геун Чою из Южной Кореи. В первой утешительной схватке Абдуллаханлы одолел Хамеда Ализаде из Ирана, а в схватке за бронзовую медаль проиграл Ширину Шарипову из Узбекистана.
В мае 2017 года на Играх исламской солидарности в Баку Кянан Абдуллаханлы в весовой категории свыше 100 кг выиграл серебряную медаль, уступив в финале Ширину Шарипову из Узбекистана.
В апреле 2018 года занял третье место на Кубке мира в Анталье. В ноябре этого же года на чемпионате мира среди слепых и слабовидящих в Португалии Абдуллаханлы в составе мужской сборной Азербайджана стал бронзовым призёром командного турнира.
В мае 2019 года занял 7-е место на Гран-при в Баку. В июле 2019 года Абдуллаханлы занял третье место на чемпионате Европы в Генуе, одолев в схватке за бронзу Анатолия Шевченко из России.
В августе 2021 года Кянан Абдуллаханлы вновь принял участие на Паралимписких играх, на этот раз в Токио. Здесь он в стартовой же схватке проиграл Шарифу Халилову из Узбекистана и завершил турнир.
В сентябре 2023 года Абдуллаханлы проиграл схватку за третье место на домашнем Гран-при в Баку.